# Álvaro Ortiz
Álvaro Ortiz Arellano (Città del Messico, 19 febbraio 1978) è un ex calciatore messicano, di ruolo difensore.

## Carriera

### Club
Ha trascorso l'intera carriera nel campionato messicano.

### Nazionale
Con la maglia della nazionale ha esordito nel 2000.